# Базисная функция
Базисная функция — функция, которая является элементом базиса в функциональном пространстве.
Используются в вариационном исчислении, в анализе сигналов, и других приложениях функционального анализа.
В ранних работах в качестве предпочтительного синонима использовался термин координатная функция. Базисная функция может называться также базисным вектором, если базис определен в линейном пространстве.

## Общие положения
Наборы базисных функций обладают тем свойством, что все функции из данного функционального пространства (с учётом некоторых ограничений) могут быть представлены как их линейная комбинация.
В ортогональных функциональных пространствах исходную функцию можно представить набором (вектором) коэффициентов её разложения. Такое свойство позволяет заменять трудоёмкие вычисления на более простые алгебраические операции непосредственно в функциональном пространстве.

## Примеры
Любая аналитическая функция одного аргумента может быть разложена в сумму степенных функций с различными коэффициентами, то есть разложена в ряд Тейлора.
Если в качестве базисных выбраны гармонические функции, то разложение по ним есть преобразование Фурье.
В качестве ортогонального базиса часто оказывается удобным выбирать функции, широко используемые в математической физике, такие как классические ортогональные полиномы (полиномы Якоби, Лагерра и Эрмита), гипергеометрические и вырожденные гипергеометрические функции.

### Книги
1. ↑  Эльсгольц Л. Э. Дифференциальные уравнения и вариационное исчисление. — М.: Наука, 1969. — 424 с.
2. 1 2 3  Дедус Ф. Ф., Махортых С. А., Устинин М. Н., Дедус А. Ф. Обобщённый спектрально-аналитический метод обработки информационных массивов. — М.: Машиностроение, 1999. — 356 с. — (Задачи анализа изображений и распознавания образов). — ISBN 5-217-02929-3.
3. ↑  Кутателадзе С. С. Основы функционального анализа. — 4 изд., испр.. — Новосибирск: Изд-во Ин-та Математики СО РАН, 2001. — xii+354 с. — 200 экз. — ISBN 5–86134–103–6. Архивировано 28 ноября 2014 года.

### Статьи
1. 1 2  Pankratov A. N. On the implementation of algebraic operations on orthogonal function series (англ.) // Computational mathematics and mathematical physics : журнал. — 2004. — Vol. 44, no. 12. — P. 2017–2023.